# Počedělice
Počedělice (Duits: Podschedlitz) is een Tsjechische gemeente in de regio Ústí nad Labem, en maakt deel uit van het district Louny.
Počedělice telt 254 inwoners.
Bitozeves · Blatno · Blažim · Blšany · Blšany u Loun · Brodec · Břvany · Cítoliby · Čeradice · Černčice · Deštnice · Dobroměřice · Domoušice · Holedeč · Hříškov · Hřivice · Chlumčany · Chožov · Chraberce · Jimlín · Koštice · Kozly · Krásný Dvůr · Kryry · Lenešice · Libčeves · Liběšice · Libočany · Libořice · Lipno · Lišany · Líšťany · Louny · Lubenec · Měcholupy · Nepomyšl · Nová Ves · Nové Sedlo · Obora · Očihov · Opočno · Panenský Týnec · Peruc · Petrohrad · Pnětluky · Počedělice · Podbořanský Rohozec · Podbořany · Postoloprty · Raná · Ročov · Slavětín · Smolnice · Staňkovice · Toužetín · Tuchořice · Úherce · Velemyšleves · Veltěže · Vinařice · Vrbno nad Lesy · Vroutek · Vršovice · Výškov · Zálužice · Zbrašín · Žatec · Želkovice · Žerotín · Žiželice